# Valery Dudin
Valery Dudin (n. 20 august 1963, Bratsk, RSFS Rusă, URSS) este un sportiv ce a reprezentat Uniunea Republicilor Sovietice Socialiste, medaliat olimpic. A participat la o ediție a Jocurilor Olimpice (1984) în care a câștigat o medalie de bronz.

## Participări
Lista de mai jos prezintă principalele competiții la care a participat Valery Dudin de-a lungul carierei.
- Sanie la Jocurile Olimpice de iarnă din 1984 – simplu masculin[*]